# Ahmedabad Challenger 1996
L'Ahmedabad Challenger 1996 è stato un torneo di tennis facente parte della categoria ATP Challenger Series nell'ambito dell'ATP Challenger Series 1996. Il torneo si è giocato a Ahmedabad in India dal 28 ottobre al 2 novembre 1996 su campi in terra rossa.

## Vincitori

### Singolare
Nuno Marques ha battuto in finale  Eyal Ran con il punteggio di 6–3, 6–1

### Doppio
Mahesh Bhupathi /  Leander Paes hanno battuto in finale  Georg Blumauer /  Udo Plamberger con il punteggio di 6–3, 3–6, 6–3